# Ingrid Andree
Ingrid Andree (* 19. Januar 1931 in Hamburg als Ingrid Tilly Unverhau) ist eine deutsche Schauspielerin.

## Leben
Ingrid Andree ist die Tochter eines Kaffee-Importeurs. Nach dem Abitur absolvierte sie eine Schauspielausbildung an der Hamburger Schauspielschule unter Eduard Marks. Nach der Abschlussprüfung erhielt sie 1951 in Turgenjews Ein Monat auf dem Lande ihre erste Rolle am Thalia Theater.
Zugleich startete sie ihre Schauspielerlaufbahn als populäre Jungmädchendarstellerin im Kino der 1950er Jahre. Ihr Filmdebüt gab sie in Professor Nachtfalter, ihre erste Hauptrolle spielte sie im selben Jahr in Primanerinnen von Rolf Thiele an der Seite von Walter Giller und Erich Ponto. Ihr anspruchsvollster wie auch erfolgreichster Film der 1950er Jahre war die Thomas-Mann-Verfilmung Bekenntnisse des Hochstaplers Felix Krull 1957. Sie spielte die Zouzou, Liselotte Pulver die Zaza und Horst Buchholz Felix Krull.
Zwischendurch sammelte sie Erfahrungen als Theaterschauspielerin. Für das Fernsehen bearbeitete John Olden 1958 das Bühnenstück Blick zurück im Zorn von John Osborne. Andree spielte an der Seite von Horst Frank die weibliche Hauptrolle.
Ihre letzten Kinoerfolge waren 1958 der humorvolle Krimi Peter Voss, der Millionendieb mit O. W. Fischer als Peter Voss und 1959 unter der Regie von Helmut Käutner die Literaturverfilmung Der Rest ist Schweigen, eine in die Zeit nach dem Zweiten Weltkrieg übertragene Hamlet-Bearbeitung mit Hardy Krüger und Peter van Eyck. Danach konzentrierte sie sich auf das Theater. Auch ihre Fernsehauftritte in den 1960er Jahren waren vor allem Theateradaptionen. Seit 1969 spielt sie überwiegend Theater und war nur noch selten im Fernsehen zu sehen.
Andree war von 1967 bis 1970 bei den Münchner Kammerspielen engagiert und von 1971 bis 1980 unter Boy Gobert Ensemblemitglied am Thalia-Theater Hamburg. Hier verkörperte sie 1974 die Königin Elisabeth in Maria Stuart unter Goberts Regie. 1980 ging sie an das Schauspielhaus Köln, 1985 kehrte sie an das Thalia Theater zurück und wechselte Anfang der 1990er Jahre erneut zum Schauspiel Köln. 2005 war sie an der Schaubühne am Lehniner Platz in Berlin in der Uraufführung des Stückes Eldorado von Marius von Mayenburg zu sehen.
Daneben synchronisierte Andree zahlreiche fremdsprachige Schauspielerinnen, u. a. Olivia de Havilland in Die Erbin, Jean Simmons in Die Dornenvögel und Schatten um Dominique sowie Ingrid Thulin in Der Ehekäfig. Einem breiten Publikum ist ihre Stimme zudem durch die Rolle der Prinzessin Konstantia in der Hörspiel-Serie Hui Buh vertraut. Seit 1986 ist die Schauspielerin Mitglied der Freien Akademie der Künste Hamburg.
Andree war von 1959 bis 1965 mit dem Schauspieler Hanns Lothar verheiratet. Der Ehe entstammte die Schauspielerin Susanne Lothar (1960–2012).

## Filmografie

### Kino
- 1951: Professor Nachtfalter
- 1951: Primanerinnen
- 1951: Oh, du lieber Fridolin
- 1953: Liebeserwachen
- 1954: Sanatorium total verrückt
- 1954: … und ewig bleibt die Liebe
- 1954: Drei vom Varieté
- 1955: Die Frau des Botschafters
- 1955: Oberwachtmeister Borck
- 1955: Du darfst nicht länger schweigen
- 1955: Roman einer Siebzehnjährigen
- 1955: Ihr Leibregiment
- 1956: Mein Bruder Josua
- 1956: Verlobung am Wolfgangsee
- 1956: Die liebe Familie
- 1957: Bekenntnisse des Hochstaplers Felix Krull
- 1957: Wie schön, daß es dich gibt
- 1958: Ein Stück vom Himmel
- 1958: Blick zurück im Zorn
- 1958: Auch Männer sind keine Engel (Wiener Luft)
- 1958: … und nichts als die Wahrheit
- 1958: Peter Voss, der Millionendieb
- 1958: Schlag auf Schlag
- 1959: Der Rest ist Schweigen
- 1960: Sturm im Wasserglas
- 1961: Treibjagd auf ein Leben
- 1962: Nachts ging das Telefon
- 1964: Polizeirevier Davidswache
- 1987: Robert Wilson and the Civil Wars
- 1996: Tränen aus Stein
- 2010: Transfer

### Fernsehen (Auswahl)
- 1954: Im sechsten Stock (Fernsehspiel)
- 1954: Neues aus dem sechsten Stock (Fernsehspiel)
- 1955: Ende des sechsten Stocks (Fernsehspiel)
- 1958: Colombe (Fernsehfilm)
- 1959: Die Ratten (Fernsehfilm)
- 1961: Knock Out – Eine keineswegs unglaubliche Geschichte (Fernsehfilm)
- 1962: Bedaure, falsch verbunden (Fernsehfilm)
- 1963: Das Himmelbett (Fernsehfilm)
- 1963: Was ihr wollt (Fernsehfilm)
- 1963: Amphitryon 38 (Fernsehfilm)
- 1963: Geliebt in Rom (Fernsehfilm)
- 1964: Das Haus der Vergeltung (Fernsehfilm)
- 1965: Das Landhaus (Fernsehfilm)
- 1966: Die fünfte Kolonne – Das verräterische Licht (Fernsehserie)
- 1966: Thèrèse Raquin (Fernsehfilm)
- 1968: Teaparty (Fernsehfilm)
- 1969: Der Rückfall (Fernsehfilm)
- 1970: Der Kommissar – Tod eines Klavierspielers (Krimiserie)
- 1978: Lady Wintermeres Fächer (Fernsehfilm)
- 1979: Onkel Wanja (Fernsehfilm)
- 1981: Der Richter (Fernsehfilm)
- 1985: Derrick – Die Tänzerin (Krimiserie)
- 2009: SOKO Leipzig – Wettlauf mit dem Tod (Krimiserie)

## Theaterrollen (Auszug)
- Ferdinand (Kabale und Liebe, Friedrich Schiller), Regie: Willi Schmidt
- Cleopatra (Antonius und Cleopatra, William Shakespeare), Regie: Gustaf Gründgens
- Frieda (Das Schloß, Franz Kafka), Regie: Rudolf Noelte
- Julie (Fräulein Julie, August Strindberg), Regie: Fritz Kortner
- Alter Fritz (Civil Wars, Robert Wilson)
- Narr (König Lear, William Shakespeare), Regie: Jürgen Flimm
- Mutter (Peer Gynt, Henrik Ibsen), Regie: Jürgen Flimm
- die Alte (Die Stühle, Eugène Ionesco), Regie: Jürgen Flimm
- Lulu (Lulu, Frank Wedekind), Regie: Dieter Giesing
- Hedda Gabler (Hedda Gabler, Henrik Ibsen), Regie: Dieter Giesing
- Sonja (Onkel Wanja, Anton Tschechow), Regie: Dieter Giesing
- Emma (Betrogen, Harold Pinter), Regie: Dieter Giesing
- Virginia Woolf (Wer hat Angst vor Virginia Woolf?, Edward Albee), Regie: Günter Krämer
- Nora (Nora oder Ein Puppenheim, August Strindberg), Regie: Nicolas Brieger
- Elisabeth (Maria Stuart, Friedrich Schiller), Regie: Boy Gobert

## Hörspiele
- 1966: Reiche Leichen sind die Besten als Nelly Rice – Regie: Harald Vock (Kriminalhörspiel – NDR) (u. a. mit Hanns Lothar, Horst Michael Neutze und Günther Neutze)

- 1978: Fünf Freunde ... und das Burgverlies als Mrs. Priller – Regie: Heikedine Körting (Hörspiel – Europa)
- 1979: Die drei ??? … und der Super-Papagei als Mrs. Claudius – Regie: Heikedine Körting (Hörspiel – Europa)
- 1999: Patrick Modiano: Dora Bruder – Regie: Norbert Schaeffer (Hörspiel – WDR)

## Auszeichnungen
- 1989: Großes Bundesverdienstkreuz
- Mitglied der Akademie der darstellenden Künste, Frankfurt/Main